# قطعنامه ۱۳۵۳ شورای امنیت
قطعنامه  ۱۳۵۳ شورای امنیت سازمان ملل متحد که در تاریخ ۱۳ ژوئن ۲۰۰۱ تصویب شد، سندی بین‌المللی دربارهٔ تقویت همکاری با کشورهای مشارکت‌کننده در نیروی نظامی است. این قطعنامه طی نشست ۴۳۲۶ام با ۱۵ رای موافق، ۰ مخالف و ۰ ممتنع تصویب شد.